# آدریان بروور
آدریان برووِر (هلندی: Adriaen Brouwer؛ ۱۶۰۵/۱۶۰۶، اودنرد – ۱۶۳۸، آنتورپ) نقاش فلاندری نیمهٔ نخست سدهٔ هفدهم میلادی بود. او از نقاشان خلاق سبک نقاشی روزمره و متخصص درکشیدن ترونی (ادای چهره) بود.